# Françoise de Graffigny
Françoise de Graffigny (Françoise d'Issembourg du Buisson d'Happoncourt; Nancy, 11 de febrer de 1695 - París, 12 de desembre de 1758), més coneguda com a Madame de Graffigny, va ser una novel·lista, dramaturga i salonnière francesa.
Autora de la famosa novel·la Cartes d'una peruana, publicada l'any 1747, és una de les dones més importants de la literatura del segle XVIII. Després de l'èxit de la seva comèdia sentimental Cénie, el 1750, es va convertir en l'escriptora viva més coneguda del món. La seva reputació es va ressentir quan la seva segona obra a la Comédie-Française, La Fille d'Aristide, va ser un fracàs, el 1758. Des d'aleshores fins a l'últim terç del segle xx, va ser gairebé oblidada, però gràcies a la nova erudició i l'interès per les dones escriptores generat pel moviment feminista, Françoise de Graffigny va ser redescoberta i es van publicar noves edicions de les seves obres.

## Primers anys, matrimoni i viduïtat a Lorena
Françoise d'Issembourg d'Happoncourt  va néixer a Nancy, al ducat de Lorena. El seu pare era un un oficial de cavalleria anomenat François d'Happoncourt. La seva mare, Marguerite Callot, una reneboda de l'il·lustre gravador lorenès Jacques Callot. Durant la seva infantesa, Françoise va rebre una certa educació. Sabia llegir i escriure als 13 o 15 anys. El seu biògraf, English Showalter, va descobrir entre els seus papers a la Bibliothèque nationale de France aquest extracte escrit de la seva pròpia mà on descriu els seus pares i la seva infantesa:
| « | Jo vaig néixer filla única d'un senyor que no tenia cap altre mèrit que el de ser un bon oficial. La gentilesa i la timidesa de la meva mare, combinades amb l'estat d'ànim violent i imperiós del meu pare, van causar totes les desgràcies de la meva vida. Seduïda per l'exemple d'un, intimidada per la severitat de l'altre, la meva ànima va perdre des de la infantesa aquella força sense la qual el sentit comú, la raó i la prudència només serveixen per fer-nos més infeliços. | » |

Als 16 anys va haver de triar entre la vida de dona casada o la de monja i, aparentment, la primera opció oferia més beneficis a la seva família. El 19 de gener de 1712, quan encara no tenia disset anys, Mademoiselle d'Happoncourt es va casar a l'església de Saint-Nicolas-de-Port. Sembla que va ser el seu pare qui va decidir el matrimoni de Françoise amb un jove oficial anomenat François Huguet, un jove oficial al servei del duc Léopold I de Lorena. Una carrera brillant semblava esperar a aquest promès el pare del qual, Jean Huguet, era senyor de Goncour, Pagny, Dollaincourt, Courcelles, Graffigny i Chemin, persona de molta influència a la regió. Com el seu pare, era un écuyer o escuder, el rang més baix de la noblesa. En honor al matrimoni, el nuvi va rebre del seu pare la finca de Graffigny i la parella va prendre com a nom el títol de «de Graffigny». Per la seva banda, la núvia va rebre una gran casa heretada per la seva mare de Jacques Callot, situada a Villers-lès-Nancy, on la parella va viure durant uns sis anys.

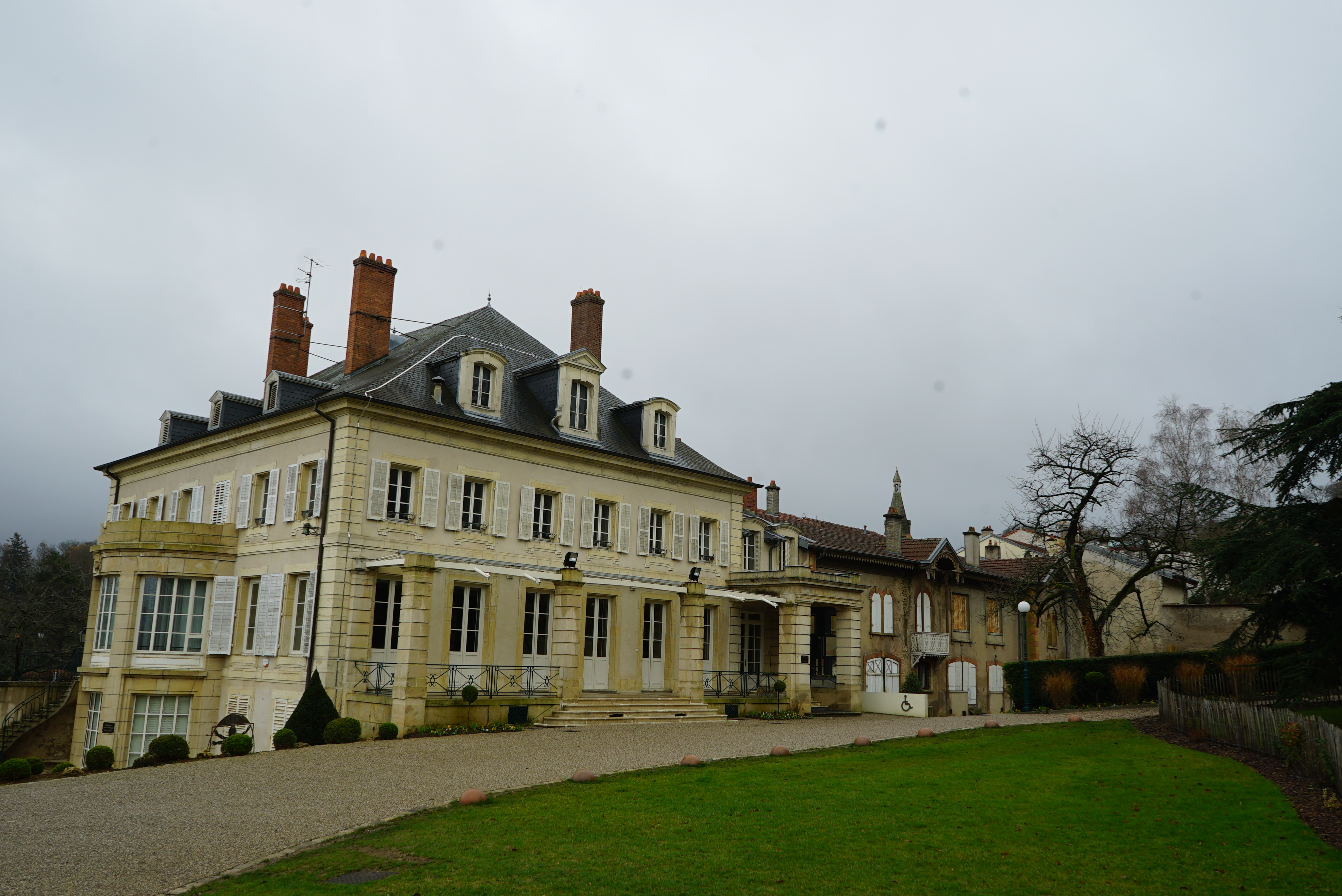
La casa de Madame de Graffigny a Villers

Durant els onze anys de matrimoni, la parella va tenir tres fills, tots els quals van morir en la infància. D'altra banda, Françoise de Graffigny es va trobar casada amb un home a qui li agradava el joc, que bevia i que la pegava «fins al punt de posar en perill [els seus] dies», estava sovint absent i quan era present els seus abusos augmentaven. Françoise de Graffigny va formular, doncs, en la forma jurídica, una petició de separació, que obtingué el 1723. Un cop separada, Françoise de Graffigny, que havia perdut la seva mare el 1727 i el seu pare el 1733, es va trobar lliure de totes les obligacions familiars.
En aquesta data, la cort de Lorena s'havia traslladat a Lunéville, on Françoise de Graffigny visqué sota la protecció de la vídua del duc, la duquessa vídua i regent Elisabet Carlota d'Orleans. Allà va conèixer l'oficial de cavalleria Léopold Desmarest, amb qui inicià cap al 1727 una relació que duraria fins al 1743. També va conèixer François-Antoine Devaux, un advocat que somiava ser escriptor, i es va convertir en el seu amic i confident més íntim; al 1733 van començar una correspondència que mantindrien tota la vida. El conjunt d'aquesta  correspondència, milers de cartes, ofereixen ara una imatge excel·lent de la vida quotidiana de dos intel·lectuals al segle XVIII.
Aquest període idíl·lic va acabar el 1737, quan el duc François-Étienne de Lorraine va cedir el seu ducat a França amb vistes a obtenir el suport francès per casar-se amb Maria Teresa d'Àustria. Els amics i protectors de Françoise de Graffigny es van dispersar.

## De Lorena a París

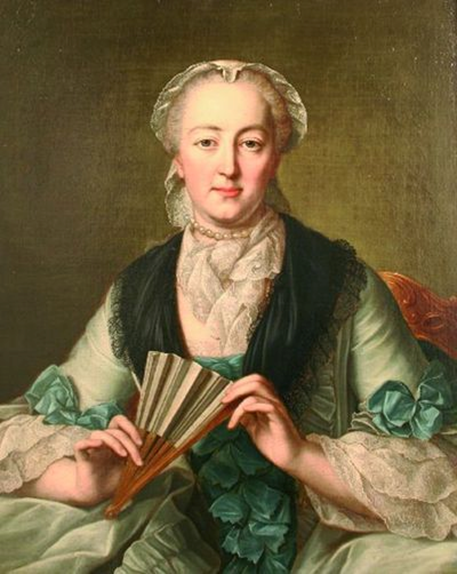
Françoise de Graffigny. Musée Historique Lorrain

Al 1738, es va disposar a fer-se dama de companyia de la duquessa de Richelieu, Marie-Élisabeth-Sophie de Lorraine, princesa de Guise abans del seu matrimoni l'abril de 1734, a la qual  havia freqüentat sovint. Abans d'unir-s'hi a París a la primavera de 1739, va viure a Cirey, el castell on Émilie, marquesa du Châtelet, vivia des de 1734 amb el seu amant, Voltaire.
A Cirey hi havia visitants constants, incloent-hi lluminàries com el científic i filòsof Pierre Louis Maupertuis, i la conversa, amenitzada per l'enginy brillant de Voltaire, abastava tots els temes. Però el març de 1739 va haver de marxar abruptament de Cirey cap a París, després d'una dolorosa escena on va ser acusada injustament d'haver robat i lliurat a una editorial parisina exemplars d'una obra de Voltaire que hauria estat perillós publicar sense precaucions. El seu amant Desmarest va passar de camí a París i la va acompanyar a l'últim tram del seu viatge.

## París
Un cop a París, va retrobar la duquessa de Richelieu (havia estat la seva dama de companyia quan encara era Mademoiselle de Guise), que la va acollir i li va proporcionar molts contactes. Però només durant un temps breu, perquè la duquessa va morir de tuberculosi l'agost de 1740. Aleshores va viure en dos convents fins que a la tardor de 1742 va llogar la seva pròpia casa a la rue Saint-Hyacinthe.
Va ser a París on Françoise de Graffigny va viure, per primera vegada, el món de les lletres. Es va unir a una societat anomenada Société du bout du banc, que es reunia a casa de l'actriu Jeanne-Françoise Quinault. Entre els que la freqüenten trobem Marivaux, Rousseau, D'Alembert i Diderot, i la majoria dels autors que escrivien a París en aquesta època: Louis de Cahusac, Claude Crébillon, Charles Collé, Philippe Néricault Destouches, Charles Pinot Duclos, Barthélemy-Christophe Fagan, Jean-Baptiste-Louis Gresset, François-Augustin de Paradis de Moncrif, Pierre-Claude Nivelle de La Chaussée, Alexis Piron, Claude Henri de Fuzée de Voisenon i altres, així com nobles que gaudien de la seva companyia i es dedicaven a escriure, com el comte de Caylus, el comte de Maurepas, el duc de Nivernais, el comte de Pont-de-Veyle i el comte de Saint-Florentin. Françoise de Graffigny començà llavors a escriure «uns quants intents modestos», destinats, sens dubte, a la lectura en grup, que han desaparegut tots. Al 1740, després de la mort de la seva benefactora, la duquessa de Richelieu, es decidiria a publicar els seus escrits.

## Escriptora
Ja al 1733, les seves cartes a Devaux mencionen projectes d'escriptura, alguns individuals, d'altres conjunts. Quan va anar a París, duia diversos manuscrits, inclòs un drama sentimental anomenat L'Honnête Homme (L'home honest), una comèdia al·legòrica anomenada La Réunion du Bon-sens et de l'Esprit (La reunió del sentit comú i la intel·ligència), i una comèdia en vers anomenada Héraclite, prétendu sage (Heràclitus, suposat savi). A les seves cartes també esmenta una comèdia tradicional anomenada L'École des amis (L'escola dels amics), una comèdia fantàstica anomenada Le Monde vrai (El món veraç) i una novel·la sobrenatural curta anomenada Le Sylphe (La sílfide). Cap d'aquestes obres es va publicar mai, i algunes van ser destruïdes, però d'altres sobreviuen en manuscrits o en fragments entre els seus papers.
Els seus companys participants al Bout du banc van insistir-li que aportés una peça al seu proper treball col·lectiu. El Comte de Caylus li va suggerir una «nouvelle espagnole», un tipus de ficció curta de moda des del segle XVII, que va desenvolupar per ella mateixa. El text, d'esperit llibertí, va aparèixer el març de 1745, al Recueil de ces Messieurs (Antologia d'aquests senyors); es deia Nouvelle espagnole ou Le mauvais exemple produit autant de vertus que de vices (Un mal exemple comporta tantes virtuts com vicis). La contribució de Françoise de Graffigny va ser elogiada. Aquest èxit la va animar a acceptar un altre projecte, un conte de fades amb el títol La Princesse Azerolle, publicat més tard el 1745 en una col·lecció anomenada Cinq Contes de fées (Cinc contes de fades). Tot i que molts dels seus amics sabien de la seva autoria, La Princesse Azerolle mai va ser atribuïda públicament a Françoise de Graffigny fins a la recent publicació de la seva correspondència.
Amb la confiança recuperada, va començar a escriure dues obres més substancials, una novel·la epistolar, publicada el desembre de 1747 com a Lettres d'une Péruvienne (Cartes d'una peruana), i una comèdia sentimental, escenificada el juny de 1750 com a Cénie. La inspiració per a la novel·la va venir de veure una representació d'Alzire, l'obra de Voltaire ambientada durant la conquesta espanyola del Perú; tot seguit, el maig de 1743, va començar a llegir la Història dels inques, de l'Inca Garcilaso de la Vega, que va proporcionar la major part dels antecedents històrics per a la seva obra. També seguia el recurs de Montesquieu d'un visitant estranger a França, com a les Cartes perses. La seva novel·la va ser un èxit immediat entre els lectors; a finals de 1748 hi havia catorze edicions, incloses tres d'una traducció anglesa. Durant els cent anys següents, en van aparèixer més de 140 edicions, inclosa una edició el 1752 revisada i ampliada per l'autora, diverses traduccions angleses diferents, dues a l'italià, i altres a l'alemany, portuguès, rus, espanyol i suec.

### Cartes d'una peruana

Lettres d'une Peruvienne

Aquesta novel·la, escrita des del punt de vista d'una jove princesa peruana anomenada Zilia, segrestada del seu país nadiu i portada a França, es nega a casar-se amb el pretendent francès. Zilia prefereix romandre soltera i ser mestressa de la seva història: convertir-se en autora, escriure i traduir la seva història. La novel·la, amb aquesta «història desviada» que s'allunya de la resposta tradicional de les dones –casar-se, entrar al convent o morir– no agradava del tot a molts lectors coetanis, però Françoise de Graffigny no la va voler alterar mai.
En el vaixell espanyol en el qual viatja segrestada coneix el capità, que se n'enamora. Ella confia que la retorni al seu país, però és una suposició errada. A França, s'adona que la seva estada a Europa serà molt més difícil del que s'havia imaginat. En aprendre a dominar la llengua francesa, Zilia entén que les persones no sempre són el que semblen, que sovint quan diem alguna cosa, la intenció és de dir-ne una altra: «[…] en general sospito que aquesta nació no és el que sembla; l'afectació em sembla que és el seu caràcter dominant.» La història acaba després que Zilia conegui la deslleialtat del seu amant peruà, Aza i, ja propietària d'un petit terreny i d'una casa, decideixi quedar-se a França per continuar la seva educació personal.
Després de l'èxit de les Lettres d'une Péruvienne, Françoise de Graffigny va esdevenir una celebritat. Gràcies en gran part a la seva fama, va trobar nous protectors i la seva situació econòmica va millorar. Amb energia renovada i seguretat en si mateixa, va dirigir l'atenció a la seva obra Cénie. La seva composició era més complicada que la de la novel·la, perquè posar en escena una obra requeria més passos que publicar un manuscrit. L'estrena va tenir lloc el 25 de juny de 1750; l'obra va ser un èxit instantani. Mesurada pel nombre de primeres representacions, el nombre d'espectadors i els rebuts de taquilla, va ser una de les deu obres noves amb més èxit del segle XVIII a França. Va ser representada diverses vegades en els anys següents, però la reputació de l'autora es va veure danyada pel fracàs de la seva segona obra, La Filla d'Aristides, que va ser retirada poc després de la seva estrena el 27 d'abril de 1758.

### Cénie
Dedicada a la seva neboda, Anne-Catherine de Ligniville, Mme Helvétius, aquesta obra presenta una trama, ben pròpia del segle XVIII, en què preval la sensibilitat: la jove protagonista, Cénie, enamorada del seu cosí Clerval –i corresposta per ell– ha de veure com el seu pare pretén el seu casament amb el germà d'aquest, Méricourt. En aquest cas, l'obra mostra com el destí de les dones és decidit habitualment pels homes, en comptes de per les dones mateixes.

### La correspondència
Encara que mai va emprendre el projecte d'editar les seves lletres, una fantasia que havien discutit sovint, va conservar la col·lecció de cartes i manuscrits d'una important correspondència que omple 14 volums. Va escriure més de 2.500 cartes durant un període de 25 anys. La major part de la col·lecció es troba ara a la Beinecke Rare Book and Manuscript Library de la Universitat Yale, i altres parts es troben a la Morgan Library de Nova York i la Bibliothèque nationale de France.
Els mesos que va passar del desembre de 1738 al març de 1739 en companyia de Voltaire i  Émilie du Châtelet, enriqueixen el nostre coneixement de la vida quotidiana d'aquests dos personatges. Un volum basat en aquests escrits, titulat Vida privada de Voltaire i Madame de Châtelet va aparèixer el 1820. El llibre ens ofereix una imatge detallada i viva de la seva vida, la vida dels seus amics i la vida quotidiana al segle XVIII.
A partir de 1985, un equip dirigit per J.A. Dainard ha estat publicant les seves cartes per primera vegada. Pot ser que siguin la seva obra més important, a causa de la seva visió privilegiada de la vida literària francesa en l'època de màxima esplendor de la Il·lustració, el seu relat sense precedents detallat i íntim de la vida d'una dona a la França del segle XVIII i el seu estil col·loquial animat.

## Salonnière
La fama de Madame de Graffigny també va convertir casa seva en un lloc popular per a reunions socials, i va ser una de les principals amfitriones del París de mitjan segle. A principis d'estiu de 1751, es va traslladar de la seva casa de la rue de Saint-Hyacinthe a una altra a la rue d'Enfer, amb una entrada al jardí de Luxemburg. Aquí va rebre els seus amics, visitants d'arreu d'Europa i molts dels més famosos escriptors i personatges polítics francesos de l'època, com d'Alembert, Diderot, Fontenelle, Montesquieu, Prévost, Jean-Jacques Rousseau, Turgot i Voltaire.
Va morir pacíficament a París el 12 de desembre de 1758, mentre era l'amfitriona d'una festa a casa seva, envoltada d'amics.

## El nom i la casa

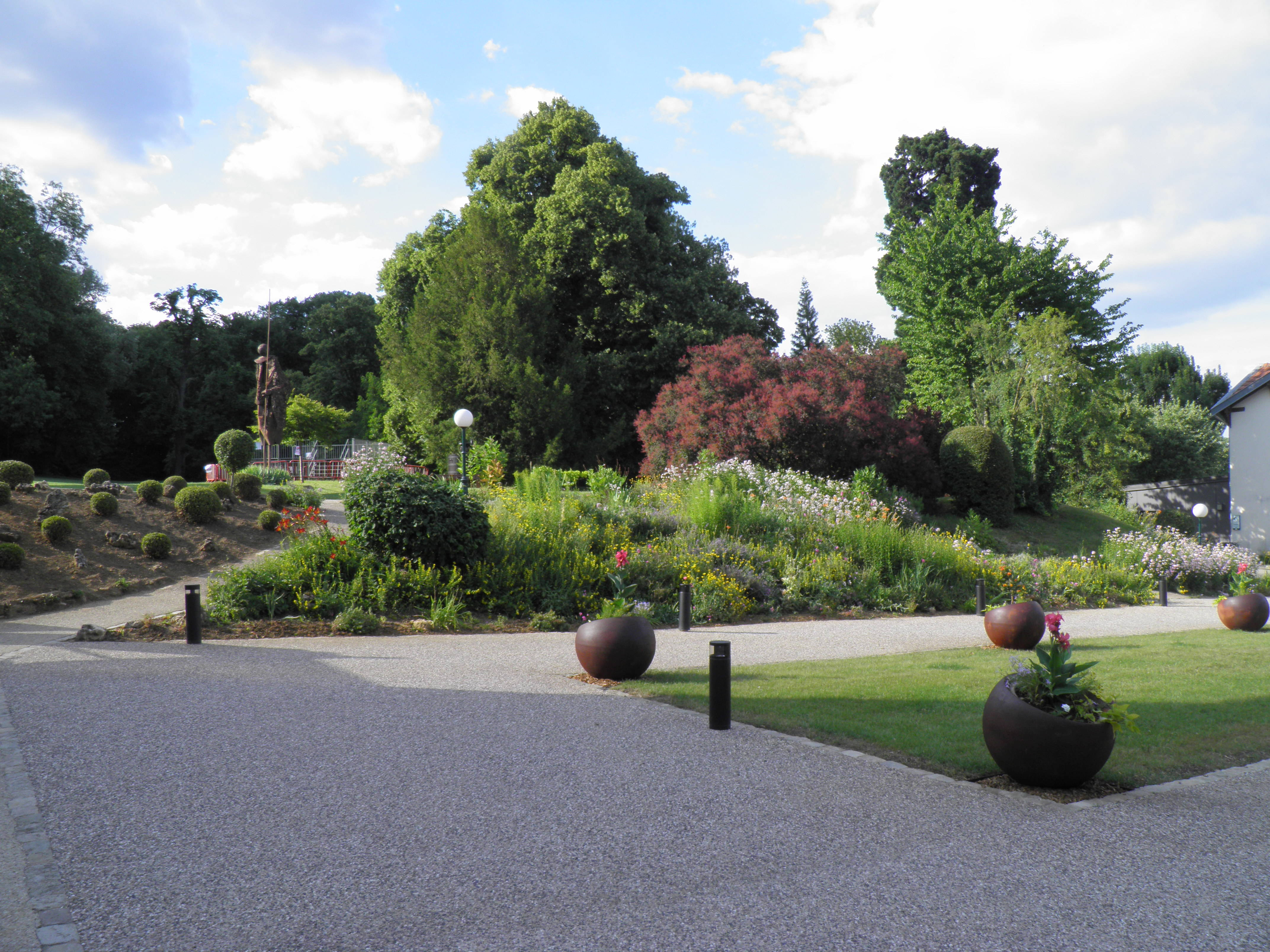
El Parc Madame de Graffigny

Com s'ha explicat, «Graffigny» no és un cognom, sinó el nom d'una finca. L'ortografia no estava normalitzada al segle XVIII, i aquest nom es troba escrit i imprès de moltes maneres. La mateixa autora l'escrivia habitualment «Grafigny». Com va assenyalar fa temps l'estudiós lorenès Georges Mangeot, però, el topònim s'ha normalitzat com a «Graffigny» (ara forma part de Graffigny-Chemin), i s'hauria de seguir aquesta ortografia.
La casa burgesa, heretada de la seva mare, on va viure Françoise de Graffigny acabada de casar, avui és anomenada Chateau de Madame de Graffigny, i forma part d'un tot més gran: el parc Madame de Graffigny, situat al carrer Albert 1r de Villers-lès-Nancy. El castell, propietat del municipi, acull recepcions i exposicions temporals i inclou una galeria d'art a la planta baixa inaugurada l'any 2006.